# La Marquise de Salusses
 (octobre 2021).
- Si vous ne connaissez pas le sujet, laissez ce bandeau (vous pouvez alors contacter les auteurs).
- Si vous supprimez le contenu mis en cause (vous pouvez préalablement contacter les auteurs),

argumentez précisément cette suppression dans la page de discussion
(un manque de référence n'est pas un argument ; une recherche réelle de référence doit avoir été effectuée, être formellement documentée).
La Marquise de Salusses ou la Patience de Griselidis est une nouvelle en vers de Charles Perrault parue la première fois le 22 septembre 1691. Elle est lue devant l'Académie française par l'Abbé Lavau le 26 août 1691 et paraît ensuite 28 jours plus tard (date de l'achevé d'imprimer) dans Recueil de Plusieurs Pièces d'Eloquence et de Poésie présentées à l'Académie Française pour les prix de l'Année 1691. Elle est précédée d'un envoi dédicatoire : une lettre en vers à Mademoiselle, c'est-à-dire Élisabeth-Charlotte d'Orléans, fille de Monsieur le frère du roi (Louis XIV),  le duc d'Orléans ; elle est suivie d'une lettre en prose à Monsieur **, en lui envoyant la Marquise de Salusses. À la suite de son succès dans le Recueil de Plusieurs Pièces d'Eloquence de l'Académie, elle est publiée séparément quelques semaines plus tard, sous forme d'un volume in 12. Cette nouvelle est rattachée aux Contes de ma mère l'Oye, parus en 1697.
Il est à noter que les œuvres en vers de Charles Perrault furent imprimés par la famille Coignard, imprimeurs officiels de l'Académie Française, et du Roi. Jean Baptiste Coignard (père) décéda en 1689. Après cette date son fonds de livres fut utilisé et imprimé par sa veuve et son fils. Son fils Jean Baptiste ("fils") lui succéda, et fut nommé Imprimeur du Roi, ainsi que de l'Académie Française, en cette même année 1689. La Veuve de Jean Baptiste Coignard (Père) édita aussi les ouvrages de son époux car elle avait hérité le fonds de commerce de son mari, et avait octroyé à son fils Jean-Baptiste, un quart du fonds. D'où une certaine confusion dans la datation exacte de certains ouvrages (père ou fils, ou veuve), car l'imprimerie Coignard continuait à utiliser l'appellation "Jean Baptiste Coignard" plusieurs années après sa mort, tout en utilisant indifféremment et en même temps les appellations Jean Baptiste Coignard Fils, ou Veuve Jean Baptiste Coignard.

## Histoire
La trame est tirée de Boccace (Griselda dans le Décaméron). 
Griselidis raconte l'histoire d'un prince qui épouse une bergère après en être tombé follement amoureux. Cependant, il ne peut s'empêcher de tester sa patience et son amour en la mettant à l'épreuve. Pleine de qualités chrétiennes, elle subira tout jusqu'à ce qu'il la couronne de ses efforts. Perrault voulait ici montrer un modèle féminin de piété.  

### Résumé
Dans le conte de Perrault, le mari devient un prince ayant épousé une bergère. L'homme est affligé de mélancolie et produit quantité de bile noire, qui lui remonte à la gorge sitôt qu'il serait prêt à reconnaître enfin qu'il partage sa vie avec la plus exquise des femmes. La pauvre femme fait contre mauvaise fortune bon cœur et reste fidèle à son époux, malgré tous les maux que celui-ci lui fait subir. Et finalement, le prince se déclare satisfait de la conduite de son épouse, marie sa fille à l'homme de son choix et tout rentre dans l'ordre. Femme honnête n'est pas rancunière.

### Les personnages de Griselidis
Nous pouvons opposer Griselidis, modèle de patience et vertu, au prince, qualifié de cruel et sadique. Ceci relève d'une vision manichéenne. Les personnages sont définis sur le plan social : le prince haut dans la hiérarchie et la petite bergère retirée dans la forêt. Sur le plan physique et moral, les personnages sont extraordinaires. Nous pouvons noter l'extrême beauté de Griselidis et la cruauté du prince. La cruauté du prince apparaît comme un manque de confiance en lui.

### Le sens de Griselidis
À travers ce conte, Perrault nous offre un miroir de son époque et en particulier de la haute société, avec notamment une évocation du faste de la vie à la cour ou encore des scènes de noces... Ce conte est également prétexte à une réflexion sur le pouvoir : « des peuples réjouis. La complaisance est telle pour leur prince capricieux qu'ils vont jusqu'à louer son épreuve cruelle.»
Sur le plan moral, nous assistons à une satire des femmes. Au début du conte, le prince les juge superficielles et malhonnêtes, et en même temps, Perrault fait leur apologie à travers la vertu de Griselidis.

## Textes complets sur Wikisource
Charles Perrault
- La Marquise de Salusses ou la Patience de Griselidis

Charles Deulin
- Les Contes de ma mère l’Oye avant Perrault, La Marquise de Salusses ou la Patience de Griselidis (1878)